# Cité des sciences et de l'industrie

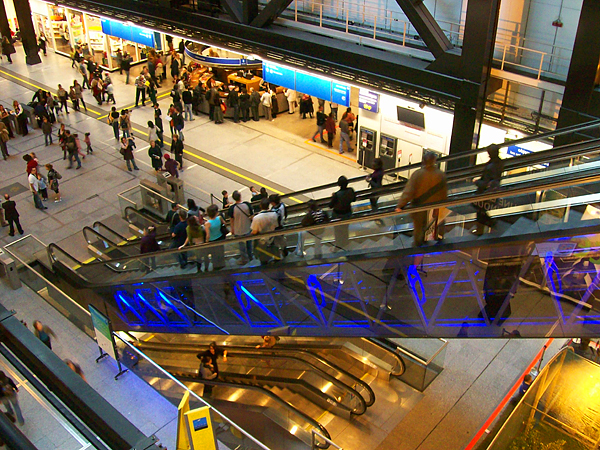
Centrale hal

Cité des sciences et de l'industrie is het wetenschapsmuseum dat ligt in het Parc de la Villette in Parijs. Het grote gebouw ontworpen door Adrien Fainsilber heeft vijf verdiepingen van glas en staal. Het is het grootste centrum voor de ontsluiting en verspreiding van techniek en wetenschap in Europa. Het is in 1986 geopend. Jaarlijks komen er meer dan vijf miljoen bezoekers.
Het bestaat onder andere uit:
- een planetarium voor reizen naar het heelal
- een grote kas
- het glimmende zilverkleurige bolvormige IMAX-theater La Géode (400 zitplaatsen)
- de Argonaute onderzeeër,
- de Cubaxe, een simulatie-filmavontuur
- Cyber-base
- mediatheek met boeken, bladen, educatieve software, cd-roms
- Cité des métiers (beroepen)
- Cité de la santé (gezondheid)
- museum Explora met permanente en tijdelijke tentoonstellingen

Speciaal voor kinderen zijn de afdelingen:
- de Cité des Enfants (3-12 jaar)
- de Techno Cité (11 jaar en ouder)